# Spoorlijn Wangerooge - Westanleger
De spoorlijn Wangerooge - Westanleger is een Duitse spoorlijn in Nedersaksen op het eiland Wangerooge en is als spoorlijn 1542 onder beheer van DB Netze. Het is samen met de andere spoorlijnen op Wangerooge de enige smalspoorlijn die door de Deutsche Bahn wordt bediend.

## Geschiedenis
Het traject werd door de Großherzoglich Oldenburgische Eisenbahn geopend op 3 juli 1897. Tot 1917 werden de meer westelijk gelegen zomer en winter aanlegsteigers gebruikt. Na de opening van een militaire lijn naar de huidige aanlegsteiger werd deze voortaan gebruikt.

## Treindiensten
De Deutsche Bahn verzorgt het personenvervoer op dit traject. 

## Aansluitingen
In de volgende plaatsen is of was er een aansluiting op de volgende spoorlijnen:
Wangerooge
DB 1545, spoorlijn tussen Wangerooge en de Ostanleger
Saline
DB 1543, spoorlijn tussen Saline en Westen
DB 1544, verbindingsboog tussen de Westanleger en Westen